# ピーター・ヴィーダー
ピーター・ヴローマン・ヴィーダー（Peter Vrooman Veeder、1835年6月23日 - 1896年8月11日）は、明治時代にお雇い外国人として来日したアメリカ合衆国の教育者である。

## 経歴・人物
ニューヨーク州出身。ユニオン大学在学中に神学博士に認定される。卒業後、神学校に入学しサンフランシスコにあるシティ・カレッジの学長になった。
この業績から1871年（明治4年）当時滞日していたグイド・フルベッキの推薦及び日本政府の招聘より夫人と共に来日し、大学南校から東京大学理学部に改称するまで、物理学等理系科目を中心とした学問の教鞭を執った。また、同時期に大学から富士山が眺める日がある事を発表、夫人も日本で初の文部省付属女子学校を設立する等、日本における教育の近代化に貢献した。
1878年（明治11年）に任期満了し、帰国。帰国後は母国で大学を務めた。